# Arxiu d'Indians
L'Arxiu d'Indians (formalment Fundació Arxiu d'Indians/Fundacion Archivo de Indianos) és un establiment del consell de Ribadedeva a Astúries, parròquia de Colombres. La major part de l'establiment està destinat al Museu de l'Emigració d'Astúries. L'edifici fou construït el 1906 per l'emigrant Iñigo Noriega Lago, emigrat a Mèxic que havia fet fortuna; va rebre el nom de "Quinta Guadalupe" per la seva esposa Guadalupe Castro, i és considerat el millor edifici de l'arquitectura indiana del Cantàbric. L'edifici es va destinar a Casa de repòs i hospital a la mort del propietari (a Mèxic); després fou comprada per l'estat espanyol i destinada a centre d'auxili social fins al 1986, i el 1987 fou destinat a seu de la Fundació.
La fundació té com objecte la formació d'un arxiu i un museu centrat en l'emigració espanyola a Amèrica. L'edifici està decorat amb mobiliari d'època i inclou una exposició sobre l'emigració i una biblioteca a més del museu.
El Museu està dividit en tres plantes: la primera dedicada als centres socials de l'emigració a Cuba i Florida, amb una sala monogràfica de l'emigració a Mèxic; la segona al centre asturià de Mèxic, a Iñigo Noriega, els germans Ibàñez Posada (que van construir algunes cases notables a Colombres) i a detalls d'algunes cases indianes a Astúries; en aquesta segona planta hi ha la biblioteca i saló d'actes; i a la tercera planta està dedicada als centres socials de l'emigració a l'Argentina, amb algunes sales monogràfiques sobre els emigrants.